# Бацашвили, Мариам
Мариам Бацашвили (груз. მარიამ ბაწაშვილი; род. 1 июня 1993, Тбилиси) — грузинская пианистка.

## Биография
С шестилетнего возраста занималась фортепиано в своём родном городе под руководством Натальи Нацвлишвили, которую считает своим главным наставником. Затем продолжила образование в Веймарской высшей школе музыки имени Ференца Листа под руководством Григория Грузмана. В 2011 г. завоевала первую премию на юношеском международном конкурсе имени Ференца Листа в Веймаре, в 2014 г. на десятом Международном конкурсе имени Ференца Листа в Утрехте; Лист остаётся одним из важнейших для пианистки авторов. В 2015 г. также получила премию имени Артуро Бенедетти Микеланджели в Фортепианной академии в Аппьяно.
Интенсивная международная гастрольная карьера Бацашвили началась в 2016 году. Пианистка уже выступила более чем в 30 странах, включая Индонезию, ЮАР и Бразилию. В Санкт-Петербурге она приняла участие в фестивале камерного исполнительства «Серебряная лира» (2017). В 2019 г. на открытии Променадных концертов в Лондоне Бацашвили исполнила фортепианный концерт Клары Шуман с Ольстерским оркестром под управлением Рафаэля Пайаре.